# Tessa Worley
Tessa Worley (Annemasse, 4 de octubre de 1989) es una deportista francesa que compitió en esquí alpino.
Ganó seis medallas en el Campeonato Mundial de Esquí Alpino entre los años 2011 y 2021. En la Copa del Mundo consiguió dieciseis victorias y 36 podios en total.
Participó en tres Juegos Olímpicos de Invierno, entre los años 2010 y 2022, ocupando el cuarto lugar en Pyeongchang 2018 y el quinto en Pekín 2022, en la prueba de equipo mixto.
Fue la abanderada de Francia en la ceremonia de apertura de los Juegos de Pekín 2022.

## Palmarés internacional
| Campeonato Mundial | Campeonato Mundial                | Campeonato Mundial | Campeonato Mundial       |
| Año                | Lugar                             | Medalla            | Prueba                   |
| ------------------ | --------------------------------- | ------------------ | ------------------------ |
| 2011               | Garmisch-Partenkirchen (Alemania) | Medalla de oro     | Equipo mixto             |
| 2011               | Garmisch-Partenkirchen (Alemania) | Medalla de bronce  | Eslalon gigante          |
| 2013               | Schladming (Austria)              | Medalla de oro     | Eslalon gigante          |
| 2017               | Sankt Moritz (Suiza)              | Medalla de oro     | Eslalon gigante          |
| 2017               | Sankt Moritz (Suiza)              | Medalla de oro     | Equipo mixto             |
| 2021               | Cortina d'Ampezzo (Italia)        | Medalla de bronce  | Eslalon gigante paralelo |